# Ворона Любов Кирилівна
Любов Кирилівна Ворона (7 квітня 1931, село Оленівка, тепер Магдалинівського району Дніпропетровської області — 2 липня 2021, смт. Магдалинівка Дніпропетровської області) — українська радянська діячка, голова колгоспу «Гігант» Магдалинівського району Дніпропетровської області, голова райвиконкому, 1-й секретар Магдалинівського райкому КПУ. Герой Соціалістичної Праці (22.03.1966). Депутат Верховної Ради УРСР 9-го скликання. Член Ревізійної комісії КПУ в 1966—1976 роках. Член ЦК КПУ в 1976—1981 роках.

## Біографія
Народилася в селянській родині. Батьки, родом з сусідньої Полтавщини, переїхали до Магдалинівського району на початку 20-х років XX століття. Батько Кирило Кузьмич до 1941 року займав посаду секретаря місцевої парторганізації.
З 1939 по 1947 рік навчалася в Оленівській семирічній школі Дніпропетровської області. У 1947 році — учениця Дніпропетровської льотної школи.
У 1947—1950 роках — учениця Бабайківського зоотехнічного технікуму Дніпропетровської області.
У 1950—1953 роках — зоотехнік, старший зоотехнік відділу пропаганди та агітації Новомаячківського районного управління сільського господарства Херсонської області, секретар Новомаячківського районного комітету ЛКСМУ. У 1953 році захворіла тифом, переїхала в рідне село.
Член КПРС з 1953 року.
З 1953 року — зоотехнік Жданівської та Поливанівської дільниці колгоспу імені Чкалова, головний зоотехнік колгоспу імені Чкалова Дніпропетровської області.
З 1958 року — заступник бригадира комплексної бригади по тваринництву, бригадир тваринницької ферми № 1, завідувач молочно-товарної ферми, секретар партійного комітету, заступник голови колгоспу «За мир» селища Магдалинівка Магдалинівського району Дніпропетровської області.
У 1973 році закінчила Заочну Вищу партійну школу при ЦК КПРС.
У 1973—1977 роках — голова колгоспу «Гігант» села Жданівка Магдалинівського району Дніпропетровської області.
У 1977 — лютому 1984 року — голова виконавчого комітету Магдалинівської районної ради народних депутатів Дніпропетровської області.
У лютому 1984—1989 роках — 1-й секретар Магдалинівського районного комітету КПУ Дніпропетровської області.
У 1990—1994 роках — завідувач репродуктивного комплексу колгоспу «За мир» Магдалинівського району. У 1994—1996 роках — домогосподарка.
У 1996—2001 роках — завідувач відгодівельного комплексу сільськогосподарського товариства з обмеженою відповідальністю «Агро-Овен» селища Магдалинівки Дніпропетровської області. З 2001 року — заступник генерального директора по роботі з персоналом ТОВ «Агро-Овен» Магдалинівського району Дніпропетровської області. Член Аграрної партії України.
Потім — на пенсії в селищі Магдалинівці Дніпропетровської області.

## Нагороди
- Герой Соціалістичної Праці (22.03.1966)
- орден Леніна (22.03.1966)
- два ордени Трудового Червоного Прапора
- орден Жовтневої Революції
- орден Дружби народів
- орден княгині Ольги III ст. (13.11.2001)
- медалі